# Tatra T6B5
Tatra T6B5, известный также в бывших странах СССР под торговой маркой Т-3М — чехословацкий высокопольный четырёхосный трамвайный вагон с электрооборудованием импульсного регулирования, выпускавшийся серийно предприятием АО «ЧКД Прага» и «Прага — Смихов» с 1983 по 1998 год. После банкротства первоначального производителя досборку ранее заложенных вагонов и их продажу покупателям осуществляло предприятие «Inekon Group» вплоть до 2007 года включительно, последние четыре вагона были поставлены в Уфу в конце 2007 года.
Вагоны этого типа эксплуатируется в городах России, Украины, Латвии, Болгарии и КНДР.
В 1990-х годах украинское предприятие Татра-Юг на мощностях завода Южмаш по приобретённой у чехов лицензии на базе вагона T6B5 построило 38 вагонов этого типа, а также производит новые модернизированные вагоны на базе этой модели, которые были названы К-1. На заводе Уралтрансмаш также выпустили несколько моделей трамваев (71-401, 71-402 и 71-403), взяв за основу T6B5. По сути, они отличались от оригинала только модификацией кузова и применением российского электрооборудования.

## Описание вагона

### Общее
Трамвайный вагон типа T6B5 (T3M) — четырёхосный моторный трамвайный вагон, предназначенный для движения в одном направлении.
Трамвайные вагоны могут эксплуатироваться самостоятельно или сцепленными в составы двух или трех вагонов, управляемых с одного поста управления (СМЕ). Эксплуатация их с прицепными вагонами не допускается. Эксплуатация двухвагонного состава возможна с одним поднятым токоприемником (трёхвагонного — не менее чем с двумя). Управление вторым вагоном с пульта первого возможно даже в случае, если тяговое электрооборудование первого вагона неисправно.

### Тележка
Конструкция тележки обеспечивает надёжную эксплуатацию вагона во всём диапазоне скоростей и загрузки, а также плавный ход с точки зрения пассажиров и водителя. Основой тележки является рама, сваренная из пустотелых несущих балок и отлитых концевых заделок. В тележке находятся два тяговых двигателя, подвешенных на поперечниках, ось которых параллельна продольной оси тележки. Крутящий момент двигателя передаётся на редуктор телескопическим карданным валом. Нагрузка между тележкой и кузовом вагона передаётся люлькой, которая подрессорена комбинацией двух стальных витых пружин. Её колебания гасятся телескопическим амортизатором. Составной частью тележки являются механический дисковый тормоз, размещённый на валу двигателя, и электромагнитный рельсовый тормоз. Тележки существуют на три колеи: 1000 мм, 1435 мм и 1524 мм.

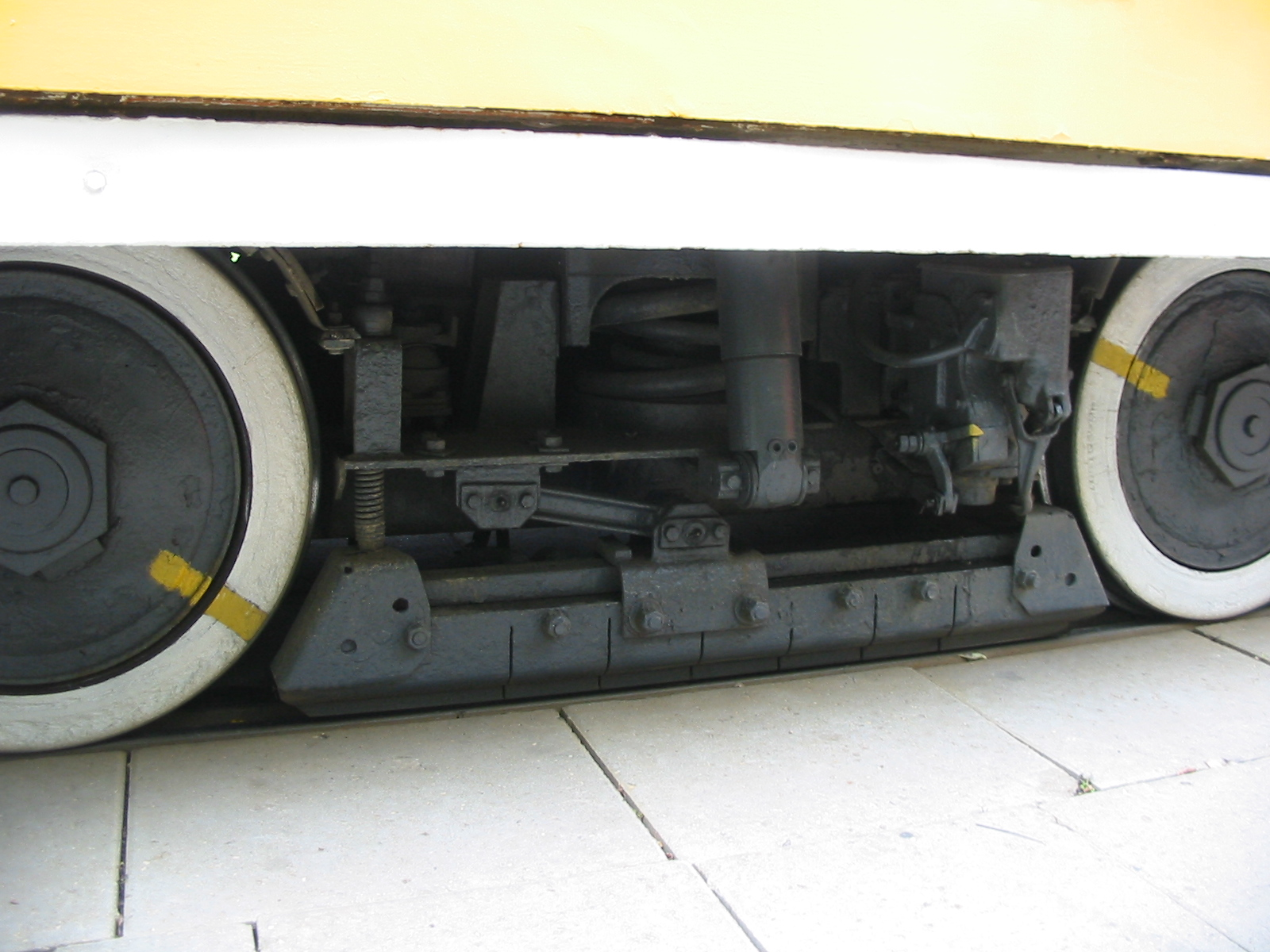
Тележка вагона T6B5

### Кузов вагона
Кузов вагона сварной из стальных прессованных и прокатных профилей. Поперечники и продольное крепление консольных частей созданы из замкнутых несущих элементов. В верхней части основания находятся распределительные каналы для кабельных соединений и подвода охлаждающего воздуха к тяговым двигателям, в нижней части основания размещены шкафы электрооснастки и вспомогательные устройства. Торцевые части, боковина и крыша облицованы стальной жестью, поверхности которой покрыты амортизирующей краской. Пол вагона изготовлен из водостойкой фанеры, на которую наклеено нескользящее резиновое половое покрытие.
С целью доступа к кабелям, помещенным в кабельном канале, средняя часть пола съёмная. Внутренняя облицовка из солодатковых или древесноволокнистых плит. Вагон оснащён тремя четырёхстворчатыми ширменными дверями. Двери управляются электромеханически, механизм управления помещён над дверями, в шкафчике. Расстояние в свету у открытых дверей 1300 мм, что позволяет вход или выход двум пассажирам одновременно. Дверной механизм оснащён предохранительной фрикционной муфтой.
Все окна вагона изготовлены из безопасного стекла и крепятся в резиновых профилях. Окна лобовых частей вагона стабильные, большинство остальных окон, включая и левое боковое окно водителя открываются в их верхней части. Сиденья для пассажиров обивные. С целью более удобной очистки вагона пространство под сиденьями свободное (кроме места песочниц и разъединителя батареи).
Вентиляция пассажирского салона естественная, с помощью трёх люков в крыше вагона, открывающихся окон и входных дверей, которые открываются при входе и выходе пассажиров. Отопление салона производится электрическими отопительными корпусами, помещёнными в боковых каналах кузова вагона и питаемых от сети. Регуляция мощности отопления двухступенчатая.

Освещение пассажирского салона люминесцентное, питаемое от аккумулятора с помощью индивидуальных транзисторных преобразователей. Аварийное освещение обеспечивается тремя плафонами, размещёнными вблизи входных дверей. Внешнее освещение вагона с помощью ламп накаливания.

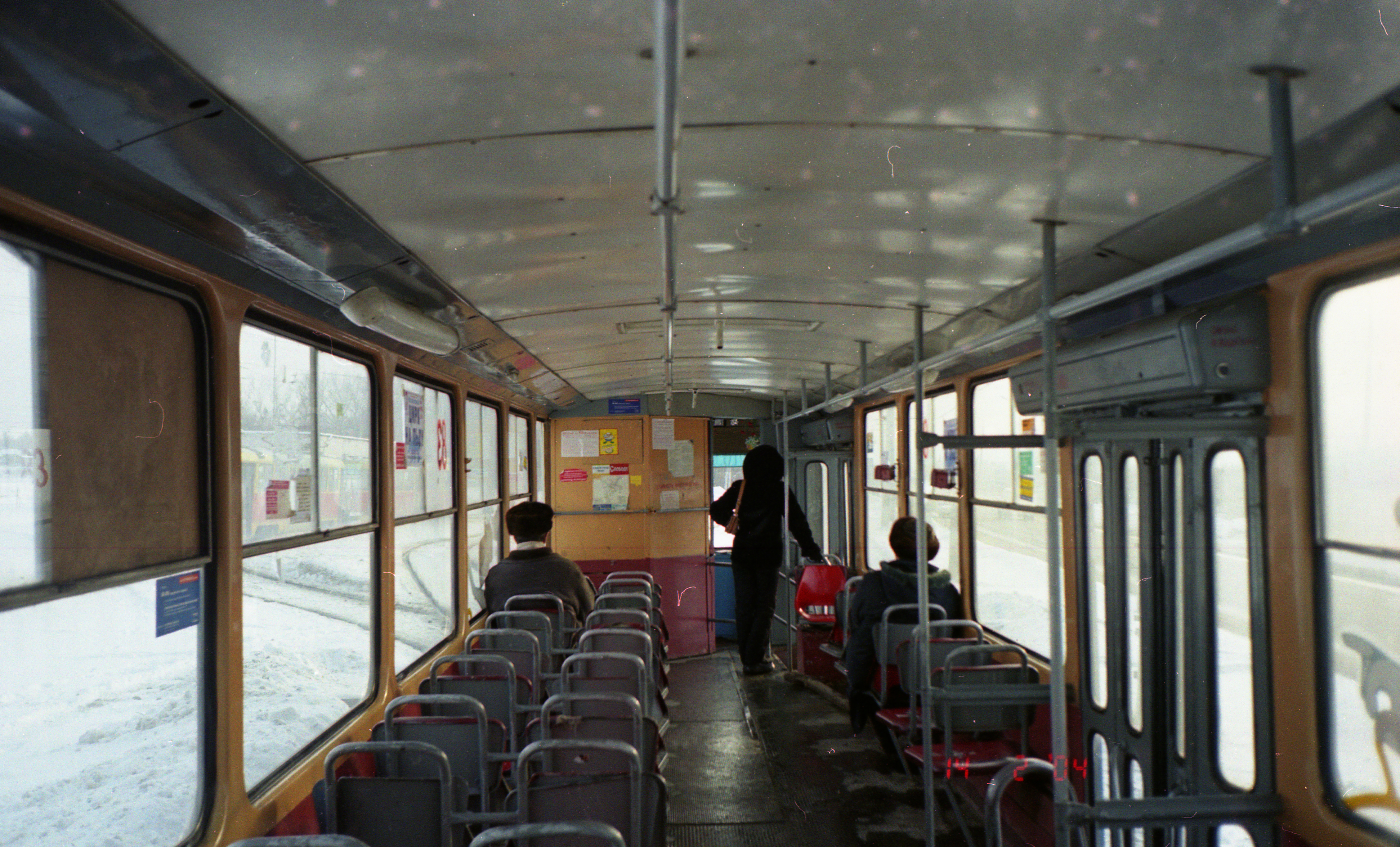
Салон вагона T6B5

### Рабочее место водителя
Место водителя — замкнутая кабина, расположенная в передней части вагона. В своей верхней части кабина остеклена и оснащена передвижными запирающими дверями. Большие лобовые окна гарантируют хорошую обзорность с места водителя. Обивное сиденье водителя можно регулировать как вдоль, так и по высоте. Размещение элементов управления и контроля, как и измерительных инструментов на месте водителя было предложено с учётом эргономических требований. С целью обеспечения широкой зоны видимости на передней лобовой части вагона помещены два «дворника» с электрическим приводом и омыватель. В верхней части кабины находится лобовой перематываемый транспарант и противосолнечная ширма. Вентиляция места водителя — естественная с помощью открывающегося бокового окна и принудительная вентилятором калорифера. Отопление кабины производится тёплым воздухом из калорифера.

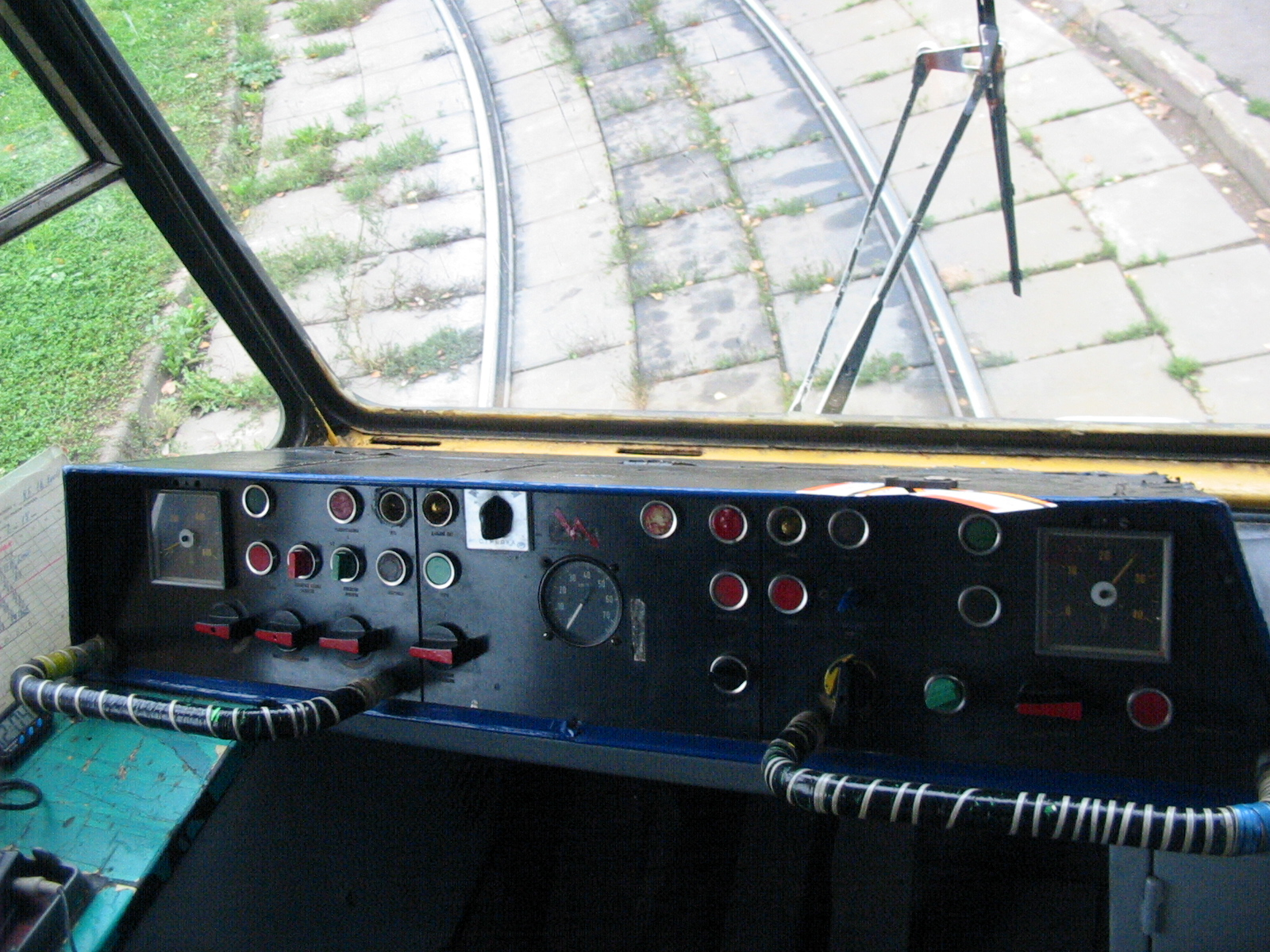
Приборная панель вагона T6B5

### Электрическое оборудование
Трамвайный вагон оборудован тяговым приводом типа TV3, использующим самовентилируемые тяговые электродвигатели типа ТЕ-023. Двигатели на каждой из тележек соединены последовательно и управляются своим тиристорным импульсным преобразователем, которые вместе с переключателем тягового режима на тормозной, реверсирующими контакторами и входным индуктивно-емкостным фильтром находятся в самостоятельно вентилируемом отсеке. Так как контакторы включают и выключают силовые цепи без тока, увеличивается срок их службы. Для питания низковольтных цепей и подзаряда аккумуляторной батареи на вагоне установлен статический преобразователь, что обеспечивает более высокие эксплуатационную надёжность и КПД преобразователя. В электропривод входит система защиты от буксования и юза, обеспечивающая благодаря идеальным регуляционным способностям тиристорного импульсного преобразователя быстрое выравнивание разности скоростей вращения колес. Это не только гарантирует эксплуатационную надежность при торможении, но и уменьшает износ бандажей. Тяговые характеристики вагона задаются электронным регулятором, который получает сигналы с информацией от приборов управления вагоном и тягового привода.

## Модификации
У вагона Tatra T6B5 существует всего три заводские модификации:
- T6B5SU — для СССР с колеёй 1524 мм
- T6B5B — для Болгарии с колеёй 1435 мм.
- T6B5K — для КНДР с колеёй 1435 мм.

Существуют также две более современные модификации, произведенные преемницей завода ЧКД компанией Inekon: T6B5-RA и T6B5-MPR.
В Риге вагоны прошли модернизацию,и стали именоваться Tatra T3MR, или же T6B5-R. Вагонам заменили оборудование с TV-3, на оборудование фирмы GANZ-Transelektro,информационную систему фирмы BUSE ,из-за того,что вагоны получили другой индекс,вагонам,прошедшим модернизацию,выделили отдельную серию номеров(35010-35304),но есть и исключения в виде 4 поездов (32036+32047,32091+32101, 32134+32145 и 32178+32189,этим поездам не меняли оборудование,а оставили TV-3,но вагоны получили информационную систему фирмы BUSE,аналогичную вагонам T3MR и пластиковые двери)

## Эксплуатация
По состоянию на сентябрь 2023 года трамваи этой модели находятся в эксплуатации у следующих городов:
| Страна   | Город           | Компания-эксплуатант           | Тип                      | Годы выпуска     | Число                                             | Примечания                                                                        |  |
| -------- | --------------- | ------------------------------ | ------------------------ | ---------------- | ------------------------------------------------- | --------------------------------------------------------------------------------- |  |
| Болгария | София           | Столичен електротранспорт ЕАД  | T6B5B                    | 1989             | 37                                                |                                                                                   |  |
| КНДР     | Пхеньян         | Комиссия по транспорту и связи | T6B5K                    | 1991             | 129                                               |                                                                                   |  |
| Латвия   | Рига            | Rīgas Satiksme                 | T6B5SU                   | 1988—1990        | 8                                                 | Работают на маршрутах: 2, 7                                                       |  |
| Латвия   | Рига            | Rīgas Satiksme                 | T3MR (T6B5-R)            | 1988—1990        | 30                                                | Модернизация T6B5SU, Работают на маршрутах: 2, 7                                  |  |
| Россия   | Барнаул         | Горэлектротранс                | T6B5SU                   | 1985—1990        | 97 шт. на линии; 3 — служебные; 1 — экскурсионный | Работают на всех трамвайных маршрутах города                                      |  |
| Россия   | Волгоград       | Метроэлектротранс              | T6B5SU                   | 1987, 1989       | 20                                                | Работают на маршрутах 5, 6, 7, 12 (До 2024 года работали на маршрутах: 2, 10).    |  |
| Россия   | Екатеринбург    | ЕМУП "Гортранс"                | T6B5SU                   | 1987—1996        | 70                                                |                                                                                   |  |
| Россия   | Ижевск          | Ижгорэлектротранс              | T6B5SU                   | 1987—1991        | 34                                                |                                                                                   |  |
| Россия   | Ижевск          | Ижгорэлектротранс              | T6B5-RA                  | 2003             | 10                                                | Произведены компанией Inekon Group                                                |  |
| Россия   | Курск           | ГУПКО «Курскэлектротранс»      | T6B5SU                   | 1987—1995        | 8                                                 | Списаны, будут предложены другим регионам                                         |  |
| Россия   | Липецк          | Липецкпассажиртранс            | T6B5SU                   | 1988—1989        | 21                                                |                                                                                   |  |
| Россия   | Нижний Новгород | Нижегородэлектротранс          | T6B5SU                   | 1988—1995        | 23                                                | В настоящий момент все пассажирские вагоны, за исключением экскурсионного списаны |  |
| Россия   | Новокузнецк     | МТТП НГО                       | T6B5B                    | 1990-1994        | 15                                                | Часть трамваев передана в Барнаул                                                 |  |
| Россия   | Орёл            | МУП "ТТП"                      | T6B5SU                   | 1989—1990        | 13                                                |                                                                                   |  |
| Россия   | Ростов-на-Дону  | РТК                            | T6B5B                    | 1989             | 12                                                |                                                                                   |  |
| Россия   | Самара          | Самарское ТТУ                  | T6B5SU                   | 1988—1995        | 40                                                |                                                                                   |  |
| Россия   | Ульяновск       | Ульяновскэлектротранс          | T6B5SU                   | 1988—1990        | 42                                                |                                                                                   |  |
| Россия   | Уфа             | МУЭТ города Уфа                | T6B5-MPR                 | 2007             | 4                                                 | Произведены компанией Inekon Group                                                |  |
| Украина  | Запорожье       | Запорожэлектротранс            | T6B5SU                   | 1988-1994        | 39                                                |                                                                                   |  |
| Украина  | Киев            | Киевпастранс                   | T6B5SU                   | 1985-1991        | 74 (2 — экскурсионных)                            |                                                                                   |  |
| Украина  | Одесса          | Одесгорэлектротранс            | Татра-Юг-T6B5, К-1, К-1М | 1989, 2007, 2015 | 12                                                |                                                                                   |  |
| Украина  | Харьков         | Салтовское трамвайное депо     | T6B5SU                   | 1988, 1990       | 22                                                |                                                                                   |  |
| Украина  | Донецк          | Донэлектроавтотранс            | Татра-Юг-T6B5; К-1       |                  | 31                                                | Произведены компанией "Татра-Юг". Работают на маршрутах 1 и 8                     |  |
| Украина  | Днепр           | Днепрэлектротранс              | Татра-Юг-T6Б5            | 1995             | 12                                                |                                                                                   |  |
| Всего    |                 |                                |                          |                  | 868                                               |                                                                                   |  |

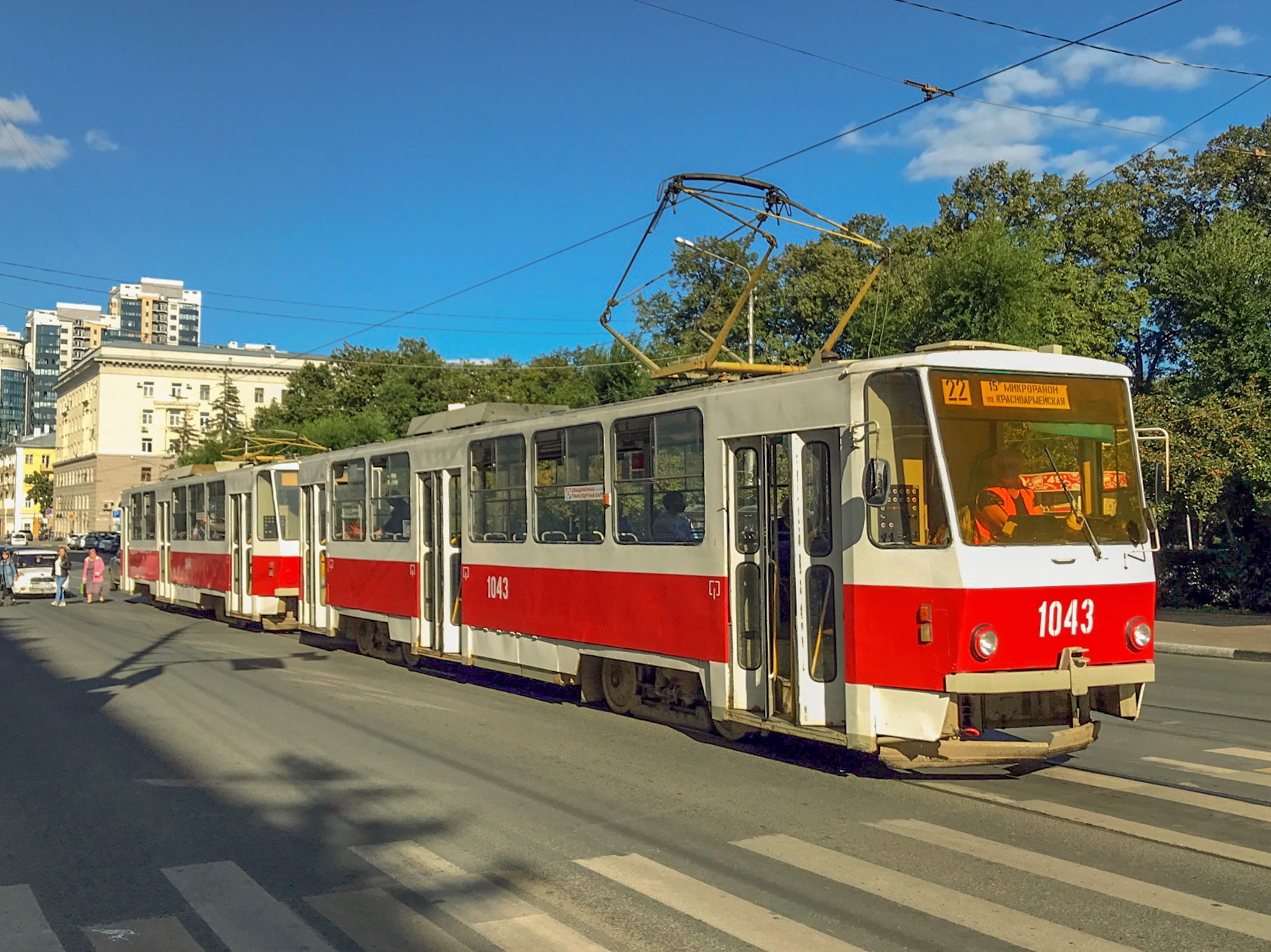
Tatra T6B5 в Самаре
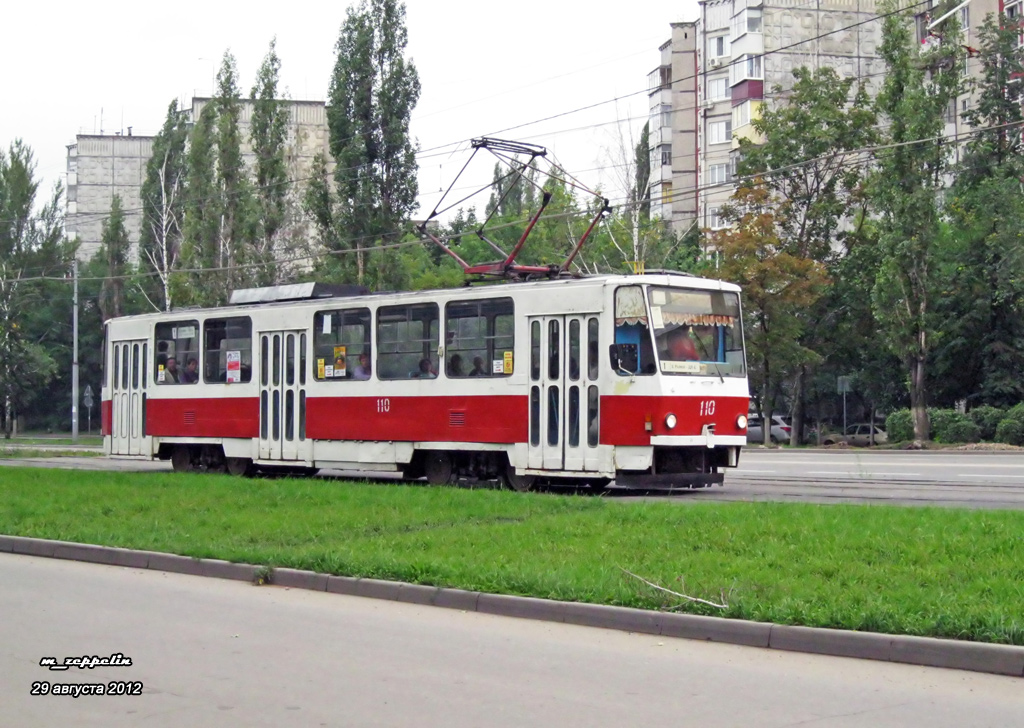
Tatra T6B5 в Липецке
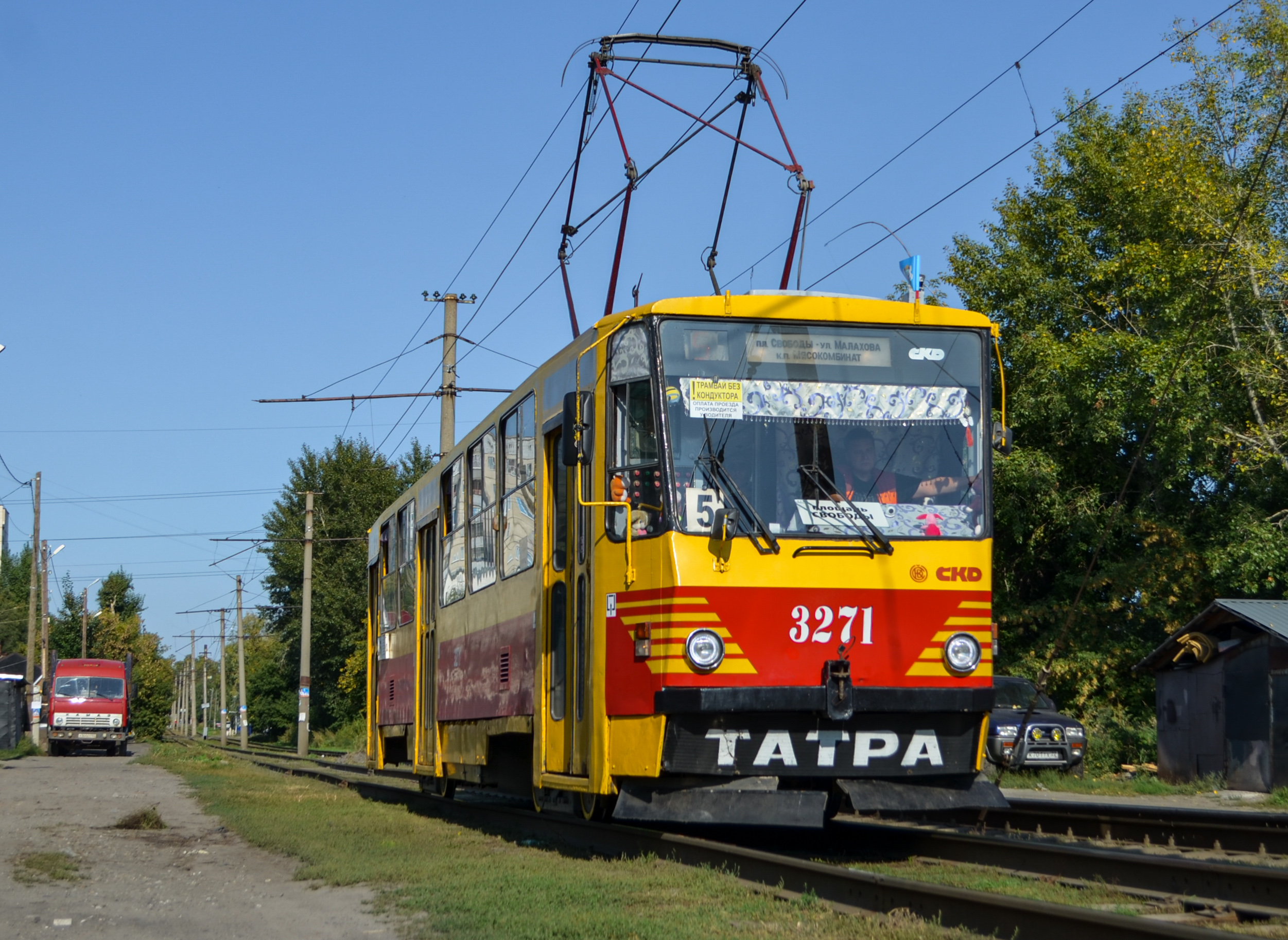
Tatra T6B5 в Барнауле
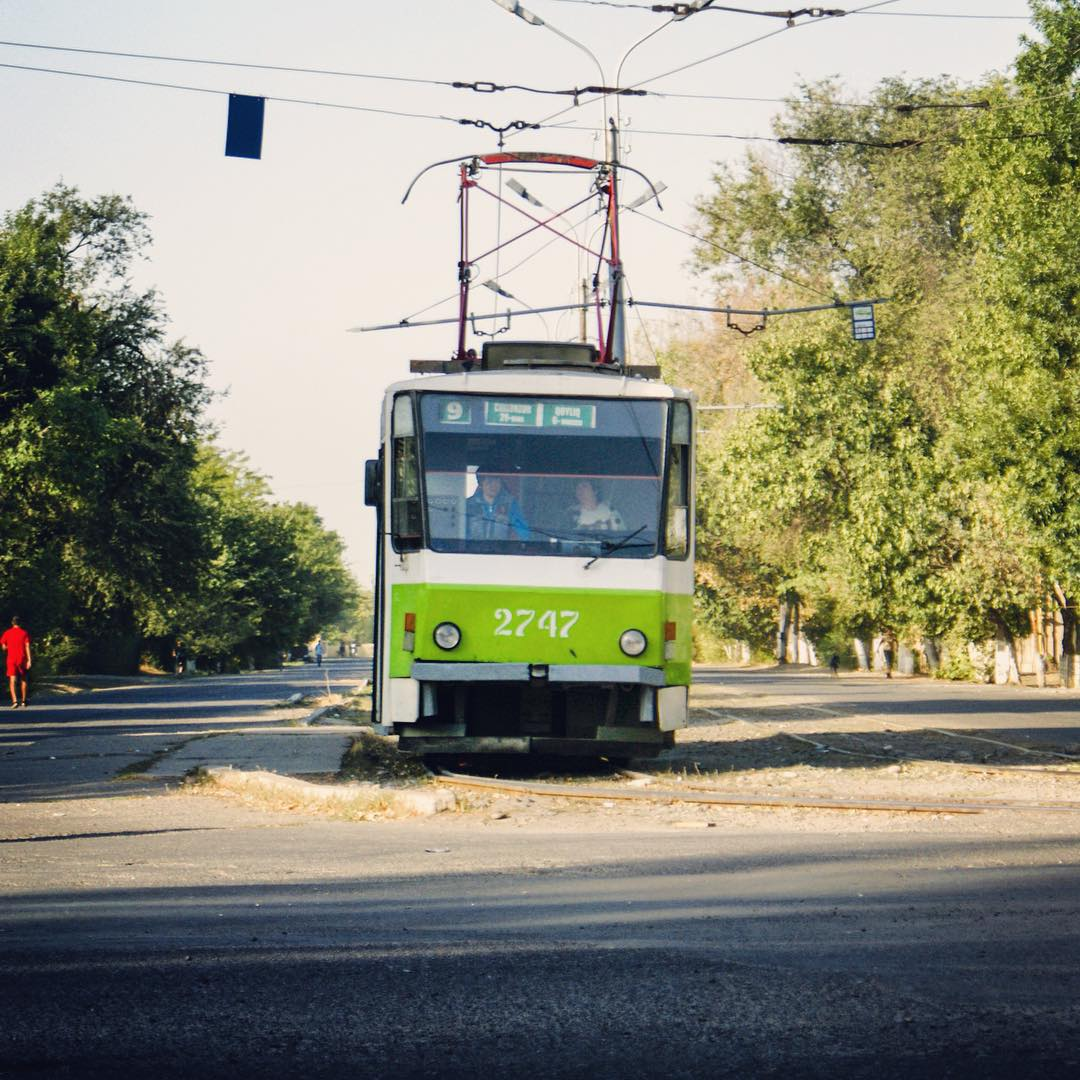
Tatra T6B5 в Ташкенте
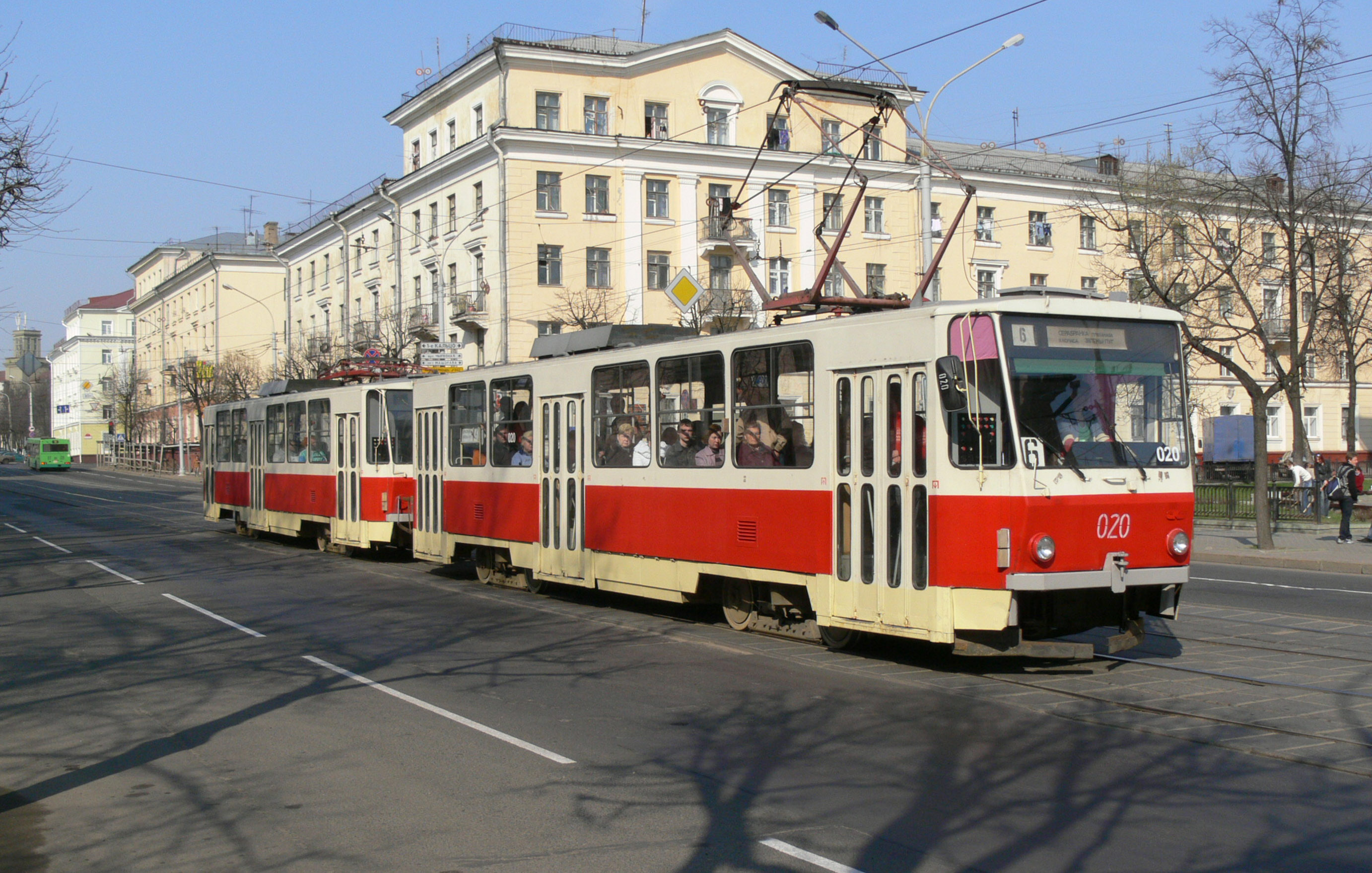
Tatra T6B5 в Минске
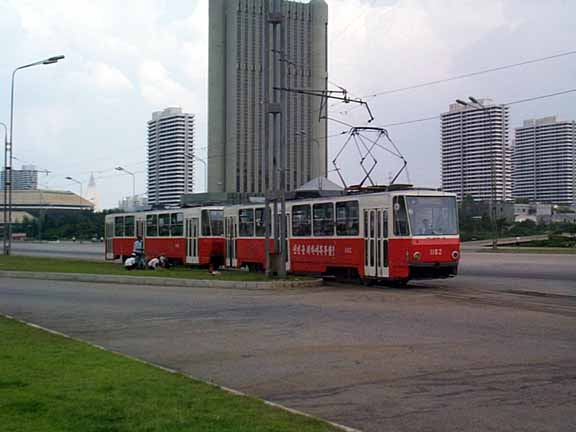
Tatra T6B5 в Пхеньяне
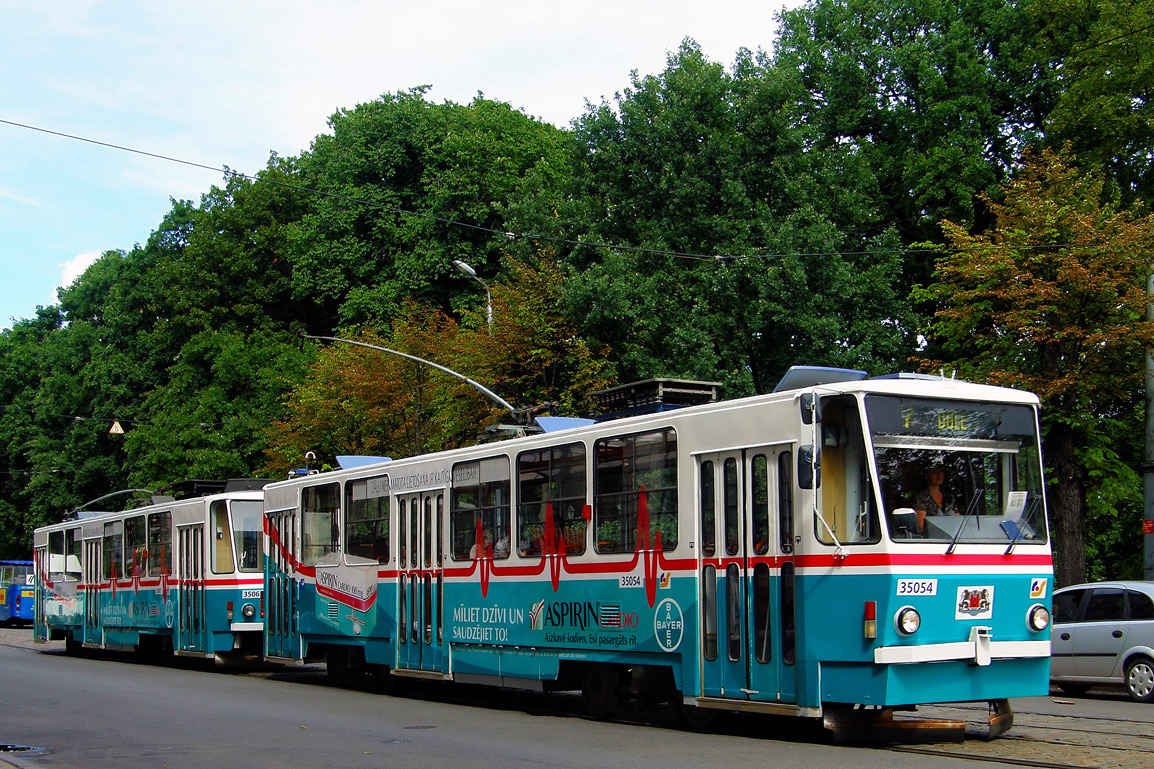
Tatra T3MR в Риге
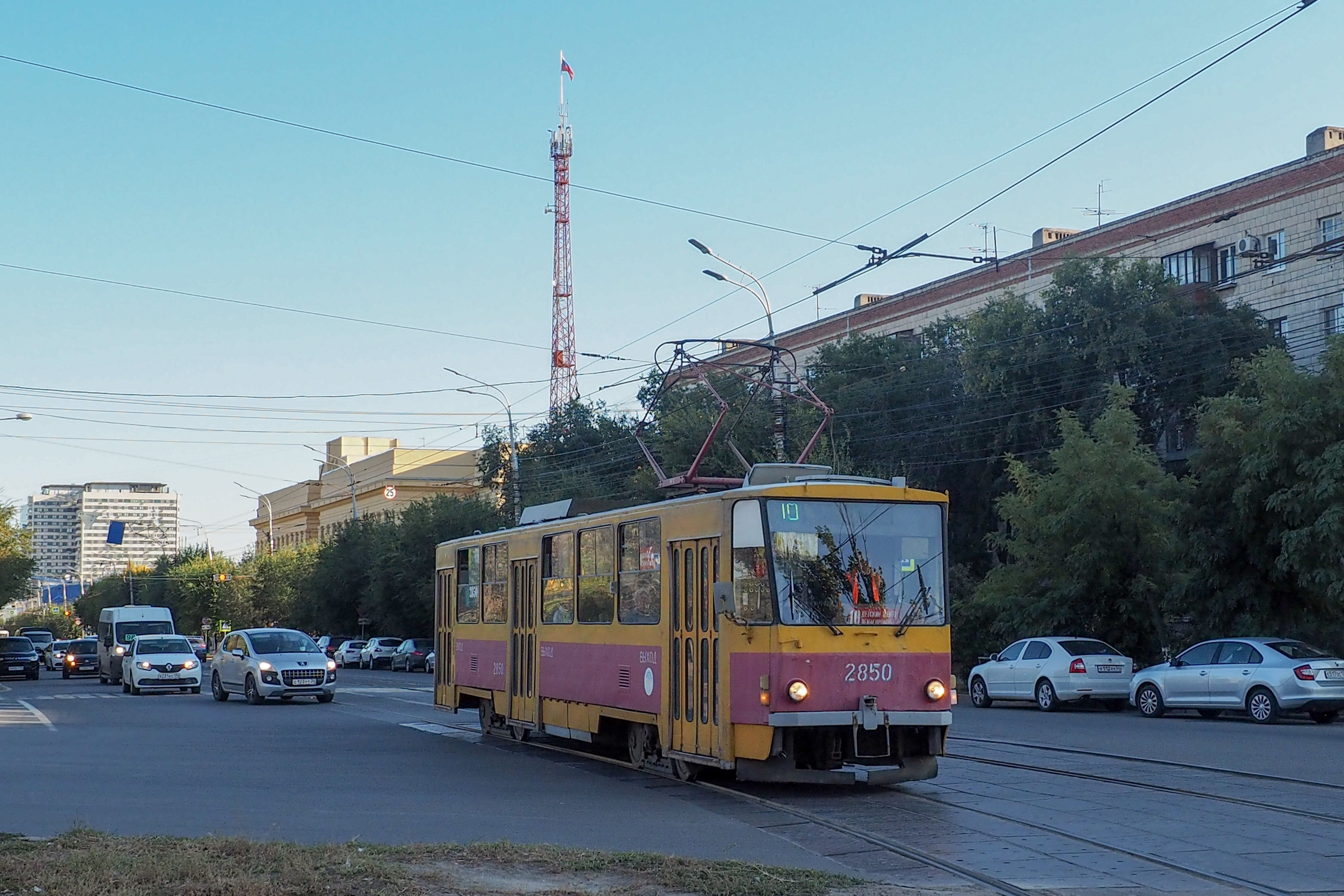
Tatra T6B5 в Волгограде